# Dalmácia királya
Dalmácia királya uralkodói cím volt, melyet IV. Krešimir horvát királytól (1058) kezdve használták a horvát, majd később magyar királyok. A címet Magyarország mindenkori királya birtokolta (Horvátország és Szlavónia királya címekkel együtt). Az Osztrák–Magyar Monarchia felbomlásával a cím is megszűnt, I. Károly (IV. Károly néven magyar király) elvesztette ezt a címét. Dalmácia a Szlovén–Horvát–Szerb Államhoz került, melynek élére a király helyett ideiglenes kormány került.

## A cím
A címet Horvátország mindenkori királya birtokolta 1058-tól 1102-ig, mikor Kálmán király meghódította a királyságot. A király minden bizonnyal 1106-ban vette fel a Dalmácia királya címet, amelyet a magyar koronás fők 1918-ig megszakítatlanul viseltek. 1797-ben Dalmácia a Habsburgok koronaföldjévé vált a Campo Formio-i békével és végül Napóleon vereségével. Korábban Magyarország és Horvátország királyaként a Habsburg császárok birtokolták, mivel a középkor óta a horvát, majd a magyar királyi cím része volt.

## A címet viselők listája

### Horvát királyok (1058–1102)
A címet először a Horvát Királyság uralkodói használták, míg Kálmán magyar király meg nem hódította a királyságot. 
| Portré | Uralkodó Uralkodási ideje                       | Címere | uralkodóház     | Egyéb címek           |
| ------ | ----------------------------------------------- | ------ | --------------- | --------------------- |
|        | Ő királyi felsége IV. Krešimir (1058–1074)      | —      | Trpimirović-ház | Horvátország királya  |
|        | Ő királyi felsége Dmitar Zvonimir (1074–1089)   | —      | Trpimirović-ház | Horvátország királya  |
|        | Ő királyi felsége I. István (1089–1090)         | —      | Trpimirović-ház | Horvátország királya  |
|        | Ő királyi felsége Álmos mint herceg (1090–1093) |        | Árpád-ház       | Magyar királyi herceg |
|        | Ő királyi felsége Svačić Péter (1093–1102)      | —      | Snačić-ház      | Horvátország királya  |

### Magyar királyok (1102–1804)
A Horvát Királyság 1102-es meghódításától a címet a mindenkori magyar király viselte.
| Portré           | Uralkodó Uralkodási ideje                     | Címere | uralkodóház              | Egyéb címek                                                              |
| ---------------- | --------------------------------------------- | ------ | ------------------------ | ------------------------------------------------------------------------ |
|                  | Ő királyi felsége Kálmán (1106–1116)          |        | Árpád-ház                | Magyar király Horvát király                                              |
|                  | Ő királyi felsége II. István (1116–1131)      |        | Árpád-ház                | Magyar király Horvát király                                              |
|                  | Ő királyi felsége I. Béla (1131–1141)         |        | Árpád-ház                | Magyar király Horvát király                                              |
|                  | Ő királyi felsége I. Géza (1141–1162)         |        | Árpád-ház                | Magyar király Horvát király                                              |
|                  | Ő királyi felsége III. István (1162–1172)     |        | Árpád-ház                | Magyar király Horvát király                                              |
|                  | Ő királyi felsége II. Béla (1172–1196)        |        | Árpád-ház                | Magyar király Horvát király                                              |
|                  | Ő királyi felsége Imre (1196–1204)            |        | Árpád-ház                | Magyar király Horvát király                                              |
|                  | Ő királyi felsége I. László (1204–1205)       |        | Árpád-ház                | Magyar király Horvát király                                              |
|                  | Ő királyi felsége I. András (1205–1235)       |        | Árpád-ház                | Magyar király Horvát király                                              |
|                  | Ő királyi felsége III. Béla (1235–1270)       |        | Árpád-ház                | Magyar király Horvát király                                              |
|                  | Ő királyi felsége V. István (1270–1272)       |        | Árpád-ház                | Magyar király Horvát király                                              |
|                  | Ő királyi felsége II. László (1272–1290)      |        | Árpád-ház                | Magyar király Horvát király                                              |
|                  | Ő királyi felsége II. András (1290–1301)      |        |                          | Magyar király Horvát király                                              |
|                  | Ő királyi felsége Vencel (1301–1305)          |        | Přemysl-ház              | Magyar király Horvát király                                              |
|                  | Ő királyi felsége Ottó (1305–1307)            |        | Wittelsbach-ház          | Magyar király Horvát király                                              |
| Üres (1307–1309) |                                               |        |                          |                                                                          |
|                  | Ő királyi felsége I. Károly (1309–1342)       |        | Anjou-ház                | Magyar király Horvát király                                              |
|                  | Ő királyi felsége I. Lajos (1342–1382)        |        | Anjou-ház                | Magyar király Horvát király Lengyel király                               |
|                  | Ő királyi felsége Mária (1382–1385 1386–1395) |        | Anjou-ház                | Magyar királynő Horvát királynő                                          |
|                  | Ő királyi felsége II. Károly (1385–1386)      |        | Anjou-ház                | Magyar király Horvát király Nápoly-szicíliai király                      |
|                  | Ő királyi felsége Zsigmond (1387–1437)        |        | Luxemburg-ház            | Magyar király Horvát király Cseh király Német király Német-római császár |
|                  | Ő királyi felsége Albert (1437–1439)          |        | Habsburg-ház             | Magyar király Horvát király Cseh király Német király                     |
|                  | Ő királyi felsége III. László (1440–1457)     |        | Habsburg-ház             | Magyar király Horvát király Cseh király                                  |
|                  | Ő királyi felsége I. Ulászló (1440–1444)      |        | Jagelló-ház              | Magyar király Horvát király Cseh király Lengyel király                   |
|                  | Ő királyi felsége I. Mátyás (1457–1490)       |        | Hunyadi-ház              | Magyar király Horvát király Cseh király                                  |
|                  | Ő királyi felsége II. Ulászló (1490–1516)     |        | Jagelló-ház              | Magyar király Horvát király Cseh király                                  |
|                  | Ő királyi felsége II. Lajos (1516–1526)       |        | Jagelló-ház              | Magyar király Horvát király Cseh király                                  |
|                  | Ő királyi felsége I. János (1526–1540)        |        | Szapolyai-ház            | Magyar király Horvát király                                              |
|                  | Ő királyi felsége II. János (1540–1571)       |        | Szapolyai-ház            | Magyar király Horvát király Erdélyi fejedelem                            |
|                  | Ő királyi felsége I. Ferdinánd (1526–1564)    |        | Habsburg-ház             | Magyar király Horvát király Cseh király Német-római császár              |
|                  | Ő királyi felsége Miksa (1564–1576)           |        | Habsburg-ház             | Magyar király Horvát király Cseh király Német-római császár              |
|                  | Ő királyi felsége Rudolf (1576–1608)          |        | Habsburg-ház             | Magyar király Horvát király Cseh király Német-római császár              |
|                  | Ő királyi felsége II. Mátyás (1608–1619)      |        | Habsburg-ház             | Magyar király Horvát király Cseh király Német-római császár              |
|                  | Ő királyi felsége II. Ferdinánd (1619–1637)   |        | Habsburg-ház             | Magyar király Horvát király Cseh király Német-római császár              |
|                  | Ő királyi felsége III. Ferdinánd (1637–1657)  |        | Habsburg-ház             | Magyar király Horvát király Cseh király Német-római császár              |
|                  | Ő királyi felsége IV. Ferdinánd (1647–1654)   |        | Habsburg-ház             | Magyar király Horvát király Cseh király Német-római császár              |
|                  | Ő királyi felsége I. Lipót (1657–1705)        |        | Habsburg-ház             | Magyar király Horvát király Cseh király Német-római császár              |
|                  | Ő királyi felsége I. József (1705–1711)       |        | Habsburg-ház             | Magyar király Horvát király Cseh király Német-római császár              |
|                  | Ő királyi felsége III. Károly (1711–1740)     |        | Habsburg-ház             | Magyar király Horvát király Cseh király Német-római császár              |
|                  | Ő királyi felsége Mária Terézia (1740–1780)   |        | Habsburg-ház             | Magyar király Horvát király Cseh király Német-római császár              |
|                  | Ő királyi felsége II. József (1780–1790)      |        | Habsburg–Lotaringiai-ház | Magyar király Horvát király Cseh király Német-római császár              |
|                  | Ő királyi felsége II. Lipót (1790–1792)       |        | Habsburg–Lotaringiai-ház | Magyar király Horvát király Cseh király Német-római császár              |

### Osztrák császárok (1804–1918)
I. Ferenc 1804-ben felvette a császári címet, így ez lett a legmagasabb titulus, amit a királyság uralkodója birtokol.
| Portré | Uralkodó Uralkodási ideje                      | Uralkodási évek         | Címere | Házassága | Elhunyt                                          |
| ------ | ---------------------------------------------- | ----------------------- | ------ | --- | ------------------------------------------------ |
|        | Ő királyi fensége I. Ferenc (1797–1835)        | 38 év, 3 hónap, 15 nap  |        | Szicíliai Mária Terézia ∞ 1790. augusztus 19. Gyermekeik száma: 12Ausztriai Mária Ludovika ∞ 1808. január 6. nem születtek gyermekeikBajor Karolina Auguszta ∞ 1816. október 29. nem születtek gyermekeik | 1835. március 2. Bécs, Ausztria (67 évesen)      |
|        | Ő királyi fensége I. Ferdinánd (1835–1848)     | 11 év, 9 hónap          |        | Savoyai Mária Anna ∞ 1831. február 12. nem születtek gyermekeik | 1875. június 29. Prága, Csehország (82 évesen)   |
|        | Ő királyi fensége I. Ferenc József (1848–1916) | 67 év, 11 hónap, 19 nap |        | Bajorországi Erzsébet ∞ 1831. február 12. Gyermekeik száma: 4 | 1916. november 21. Bécs, Ausztria (86 évesen)    |
|        | Ő királyi fensége VI. Károly (1916–1918)       | 1 év, 11 hónap, 21 nap  |        | Parmai Zita ∞ 1911. június 13. Gyermekeik száma: 8 | 1922. április 1. Funchal, Portugália (34 évesen) |